# Matt DeCourcey
Matthew DeCourcey dit Matt DeCourcey, né le 4 avril 1983 à Fredericton (Nouveau-Brunswick), est un homme politique canadien, membre du Parti libéral du Canada.

## Biographie
Il est élu député fédéral de la circonscription de Fredericton lors de l'élection de 2015 et siège depuis lors à la Chambre des communes dans le caucus libéral. Le 30 janvier 2017, il est nommé secrétaire parlementaire auprès de la ministre des Affaires étrangères Chrystia Freeland.